# El Jefe y Su Grupo
El Jefe y Su Grupo son un grupo musical mexicano de los géneros de balada, bolero y grupero, originarios de la ciudad de  Mexicali, Baja California, México, surgidos a principios del año 1974.

## Éxitos
- Copa Vacía (1974)
- Mi Derrota (1974)
- Tu Retrato Bonito (1975)
- Cerca del Mar (1975)
- Cada Quien con su Dolor (1976)

## Discografía
Los discos producidos y enviados al mercado son:
- 1975. El Jefe Y Su Grupo. (LP, Álbum, Estéreo) Discos Cronos LP.1065
- 1975. La Tumba Sera El Final. (7”) 3 versiones. Discos Cronos.
- 1976. Copa Vacía / Mi Derrota. (7") Discos Cronos. CR-230.
- 1977. Morena De Mis Amores. (7"). Discos Cronos. CR 272.
- 1977. Vuelve Prenda Querida / Respeta Mi Dolo.  (LP, Álbum). Discos Cronos. L.P. CR.-1091
- 1977. Libro De Recuerdos / La Lámpara. (LP, Álbum, Estéreo). Discos Cronos L.P. CR.-1074
- 1978. Te Parto El Alma. (LP, Álbum, Estéreo). Discos Cronos. LPCR-1108
- 1978. Me Sobra Corazón / Triste Primavera. (7"). Raff. RS-5498
- 1978. Nobleza / Que Te Hizo Olvidarme. (7", Estéreo). Discos Cronos. CR-324.
- 1978. Una Pálida Luz / Risa Me Causa. (7"). Discos Cronos. CR-344.
- 1979. Cariño Sin Condición / Un Mal Recuerdo. (7") Discos Cronos. CR-398.
- 1979. El Jefe Y Su Grupo. (LP, Álbum). Discos Cronos. CR-1125
- 1980. El Recadito/Perdóname Mi Amor. (LP, Álbum). Discos Cronos. CR-1140
- 1980. Amor Sin Medida / Mil Promesas.  (LP, Álbum, Estéreo). Discos Cronos. L.P. CR.-1148
- 1980. El Recadito / Perdóname Mi Amor. (7"). Discos Cronos. CR-483. 1980
- 1981. La Cruz Azul. La Cruz Azul. (LP, Estéreo). Discos Cronos. L.P.CR-1172.
- 1982. 15 Grandes Éxitos. LP. Disco Cronos. CR-1208.
- 1983. Complejo / Me Voy. (LP, Álbum). Rocío. P.RO.-1009
- 1983. Cariñito de mi vida. (7"). Profono Internacional, Inc. AM-805
- 1984. Rio Magdalena. 2 versiones. Rocío
- 1987. El Jefe Y Su Grupo. (LP, Álbum). Rocío. LP RO-1165
- 1989. En Un Jaripeo (7"). Capitol/EMI Latin. HA-19335.
- 1991. Corridos Y Rancheras Con Banda.  (LP, Álbum). Rocío. LPRO-1300
- 2007 15 Éxitos. Cintas Acuario. CAN-859.
- La Cruz Azul. (7", Estéreo). Discos Cronos. CR-555.
- Libro De Recuerdos. (7"). Discos Cronos. CR-235.
- Pasaste A La Historia / Me Voy. (7"). Discos Cronos. FJR-1002, L-13452
- Tengo un recuerdo de ti. / Un día muy triste (7) Disco Cronos. CR/692